# Ocnogyna denegrata
Ocnogyna denegrata är en fjärilsart som beskrevs av Embrik Strand 1919. Ocnogyna denegrata ingår i släktet Ocnogyna och familjen björnspinnare. Inga underarter finns listade i Catalogue of Life.